# Dion Frazer
Dion Frazer (* 17. Februar 1981 in Belmopan) ist ein belizischer Fußballspieler.
Offensivakteur Frazer spielte bislang auf Vereinsebene für Acros Brown Bombers, Belmopan Bandits United, Kulture Yabra FC, San Pedro Sea Hawks, New Site Erei Dangriga, erneut Belmopan Bandits United und seit der Saison 2007/08 für Santel's Santa Elena. Er ist Mitglied der belizischen Nationalmannschaft. Dort werden seit 2004 drei Länderspieltore in offiziellen FIFA-Spielen für ihn geführt.